# Адренорецепторы
Адренорецепторы — рецепторы к адренэргическим веществам. Все адренорецепторы относятся к GPCR. Реагируют на адреналин и норадреналин. Различают несколько групп рецепторов, которые различаются по опосредуемым эффектам, локализации, а также аффинитету к различным веществам: α1-, α2-, β1-, β2, β3-адренорецепторы.

## Локализация и основные эффекты

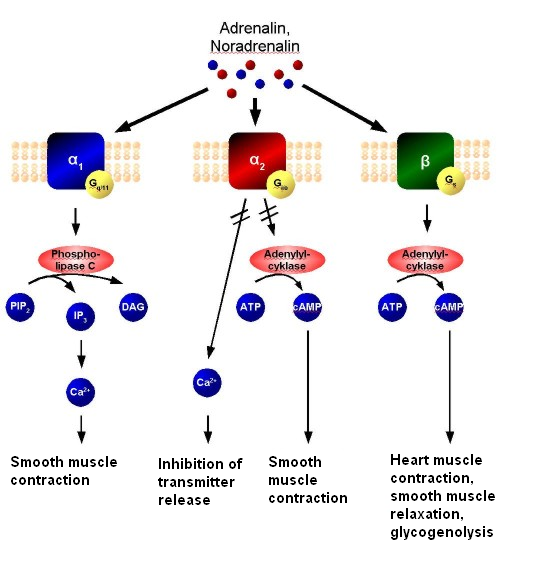
Механизм действия адренергических рецепторов. Адреналин и норадреналин являются лигандами для адренергических рецепторов α_{1}, α_{2} или β. С α_{1}-адренергическим рецептором связывается α-субъединица G_{q}, что приводит к повышению внутриклеточной концентрации ионов кальция и, например, к сокращению гладкой мускулатуры. С α_{2}-адренергическим рецептором α_{2} связывается α-субъединица G_{i}, что приводит к снижению концентрации цАМФ или, например, к сокращению гладкой мускулатуры. С β-рецептором связывается α-субъединица G_{s}, что приводит к повышению внутриклеточной концентрации цАМФ и, например, к сокращению сердечной мускулатуры, расслаблению гладкой мускулатуры и гликогенолизу.

- α1- и β1-рецепторы локализуются в основном на постсинаптических мембранах и реагируют на действие норадреналина, выделяющегося из нервных окончаний постганглионарных нейронов симпатического отдела.

- α2- и β2-рецепторы являются внесинаптическими, а также имеются на пресинаптической мембране тех же нейронов. На α2-рецепторы действуют как адреналин, так и норадреналин. β2-рецепторы чувствительны в основном к адреналину. На α2-рецепторы пресинаптической мембраны норадреналин действует по принципу отрицательной обратной связи — ингибирует собственное выделение. При действии адреналина на β2-адренорецепторы пресинаптической мембраны выделение норадреналина усиливается.

Кратко охарактеризовать значение рецепторов можно следующим образом:
- α1 — локализуются в артериолах, стимуляция приводит к спазму артериол, повышению давления, снижению сосудистой проницаемости и уменьшению экссудативного воспаления.
- α2 — главным образом пресинаптические рецепторы, являются «петлёй отрицательной обратной связи» для адренэргической системы, их стимуляция ведёт к снижению артериального давления.
- β1 — локализуются в сердце, стимуляция приводит к увеличению частоты (положительный хронотропный эффект) и силы сердечных сокращений, (положительный инотропный эффект) кроме того, приводит к повышению потребности миокарда в кислороде и повышению артериального давления. Также локализуются в почках, являясь рецепторами юкстагломерулярного аппарата.
- β2 — локализуются в бронхиолах, стимуляция вызывает расширение бронхиол и снятие бронхоспазма. Эти же рецепторы находятся на клетках печени, воздействие на них гормона вызывает гликогенолиз и выход глюкозы в кровь.
- β3 — находятся в жировой ткани. Стимуляция этих рецепторов усиливает липолиз и приводит к выделению энергии, а также к повышению теплопродукции[1].

## Медицинское значение
Учитывая широкую распространенность адренорецепторов в организме, модуляция их активности приводит к разнообразным терапевтическим или токсическим эффектам.
Например, существуют гипотензивные α1-адреноблокаторы, α2-адреномиметики, β-адреноблокаторы, противоаритмические (β-адреноблокаторы), антиастматические (β2-адреномиметики), средства против насморка (α1-адреномиметики) и другие средства, чьё лечебное действие связано с воздействием на адренорецепторы.
Кроме веществ, непосредственно стимулирующих адренорецепторы, возможно и опосредованное стимулирование при помощи ингибиторов моноаминооксидазы (МАО). Этот фермент разлагает адреналин и норадреналин, и его ингибирование приводит к возрастанию концентрации этих нейромедиаторов и усилению стимуляции рецепторов. Ингибиторы МАО применяются как антидепрессанты.